# Vallières (Górna Sabaudia)
Vallières – miejscowość i dawna gmina we Francji, w regionie Owernia-Rodan-Alpy, w departamencie Górna Sabaudia. W 2016 roku populacja ówczesnej gminy wynosiła 1851 mieszkańców. 
W dniu 1 stycznia 2019 roku z połączenia dwóch ówczesnych gmin – Val-de-Fier oraz Vallières – powstała nowa gmina Vallières-sur-Fier. Siedzibą gminy została miejscowość Vallières. 